# Trichopelma illetabile
Trichopelma illetabile is een spinnensoort uit de familie vogelspinnen (Theraphosidae). De soort komt voor in Brazilië.